# Corchorus asplenifolius
Corchorus asplenifolius är en malvaväxtart som beskrevs av William John Burchell. Corchorus asplenifolius ingår i släktet Corchorus och familjen malvaväxter. Inga underarter finns listade i Catalogue of Life.